# Distretto di Kharmang
Il distretto di Kharmang è un distretto della regione di Gilgit-Baltistan in Pakistan. Tolti è il capoluogo del distretto.